# Anthocleista liebrechtsiana
Anthocleista liebrechtsiana là một loài thực vật có hoa trong họ Long đởm. Loài này được De Wild. & T.Durand mô tả khoa học đầu tiên năm 1899.